# Поліжакино
Поліжакино (рос. Полижакино) — село в Дорогобузькому районі Смоленської області Росії. Входить до складу Полибінського сільського поселення. Населення — 1 особа (2007).

## Розташування
Розташоване в центральній частині області за 12 км на північний схід від Дорогобужа, за 2 км на північ від автодороги Р 134, на березі річки Римозівка. За 22 км на північ від села знаходиться залізнична станція Мітіно на лінії Москва—Мінськ.

## Історія
Станом на 1885 рік у колишньому власницькому селі Поліжакинської волості Дорогобузького повіту Смоленської губернії мешкало 88 осіб, налічувалось 15 дворових господарств.
У роки Німецько-радянської війни село було окуповано гітлерівськими військами в жовтні 1941 року, звільнено у вересні 1943 року .